# Chevrolet SSR
El Chevrolet SSR

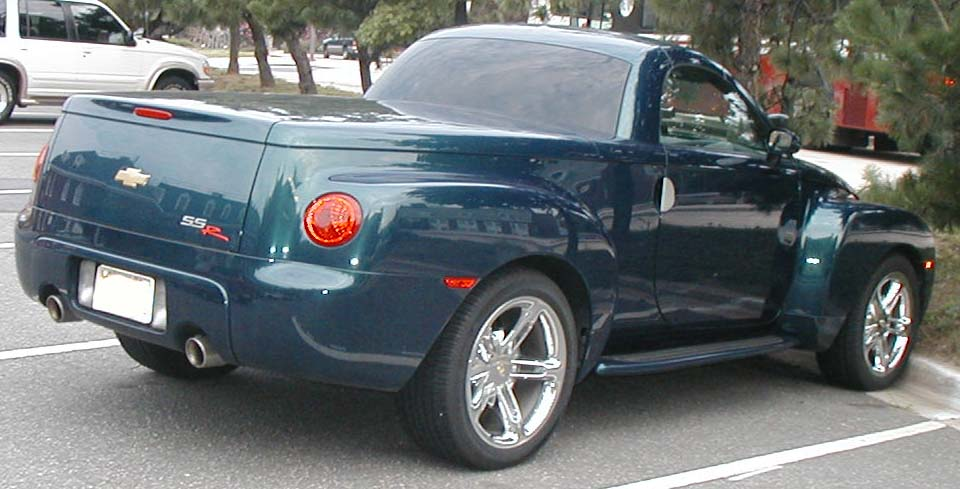

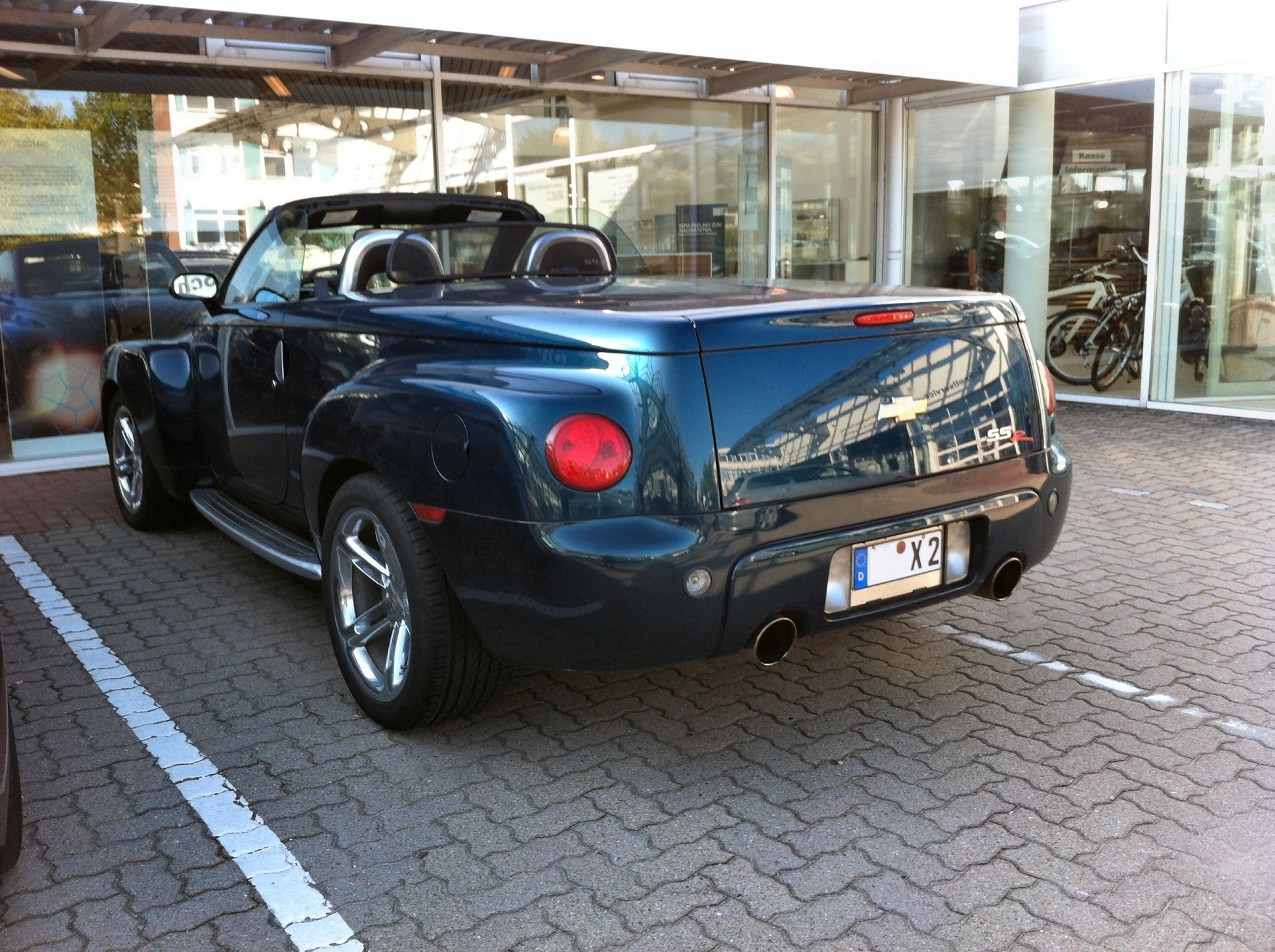

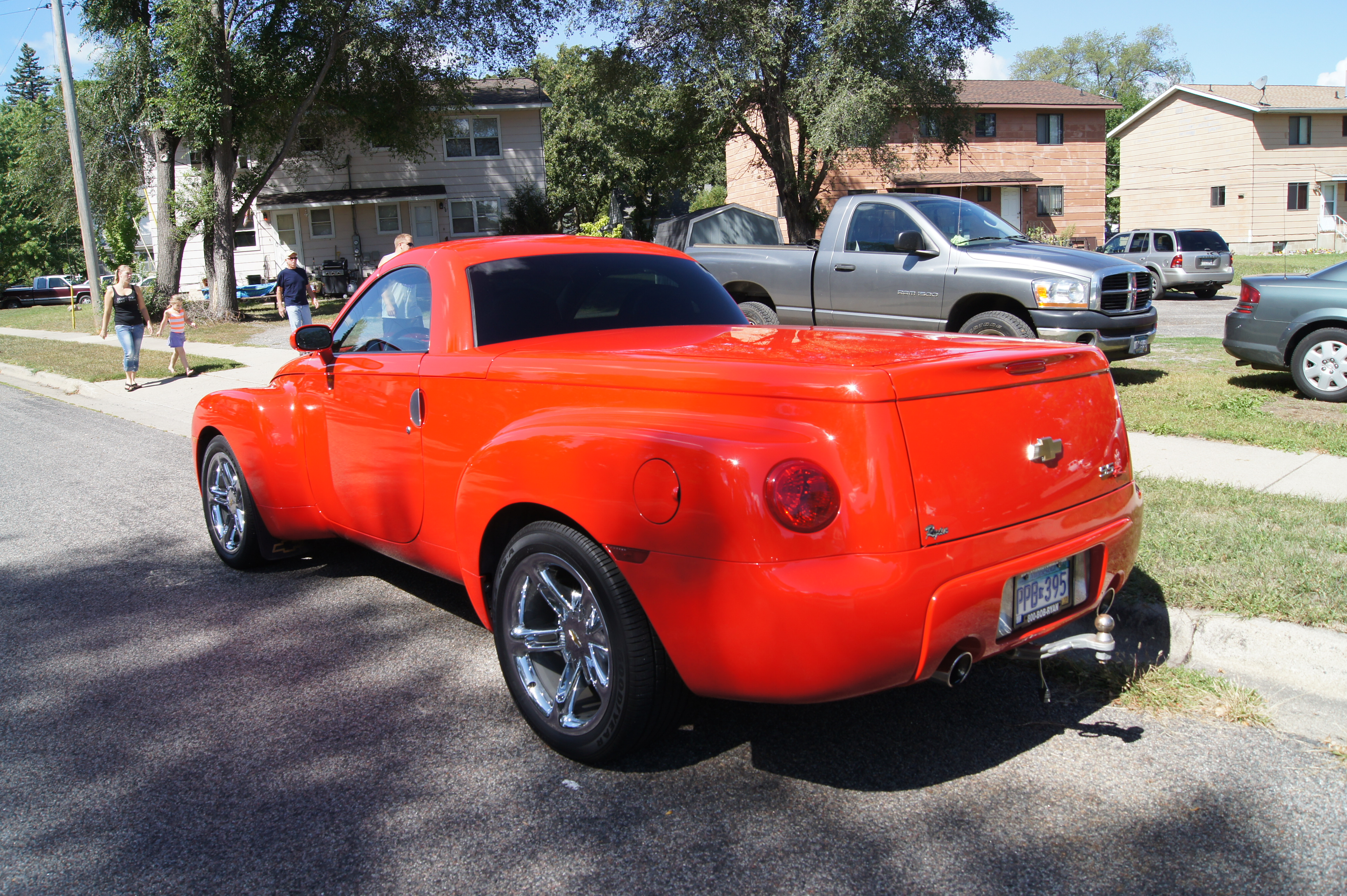

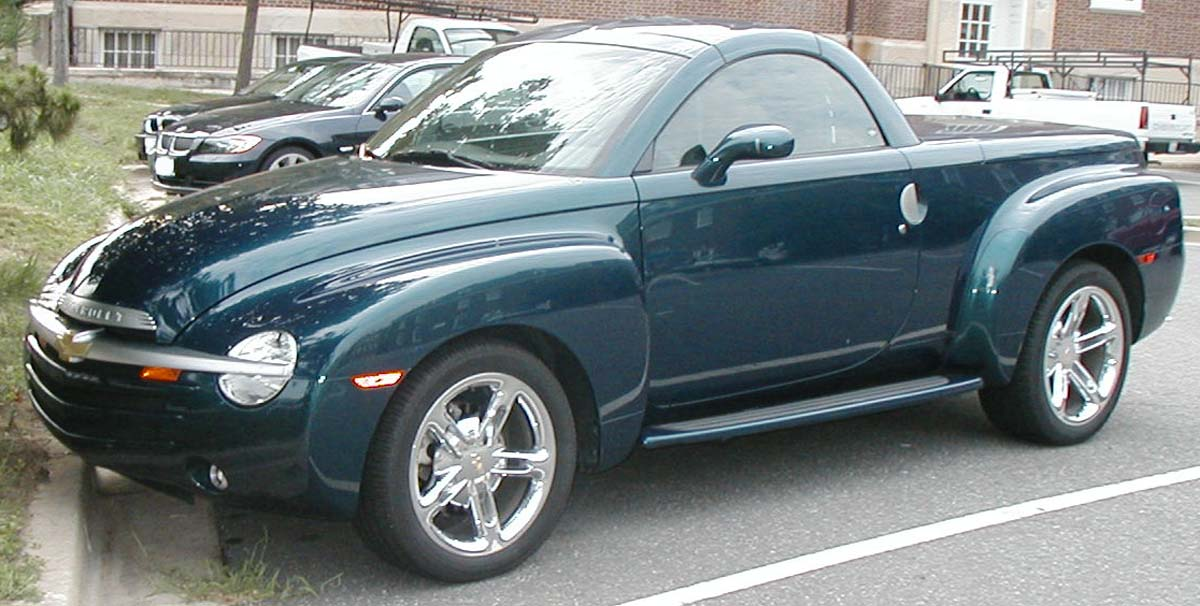

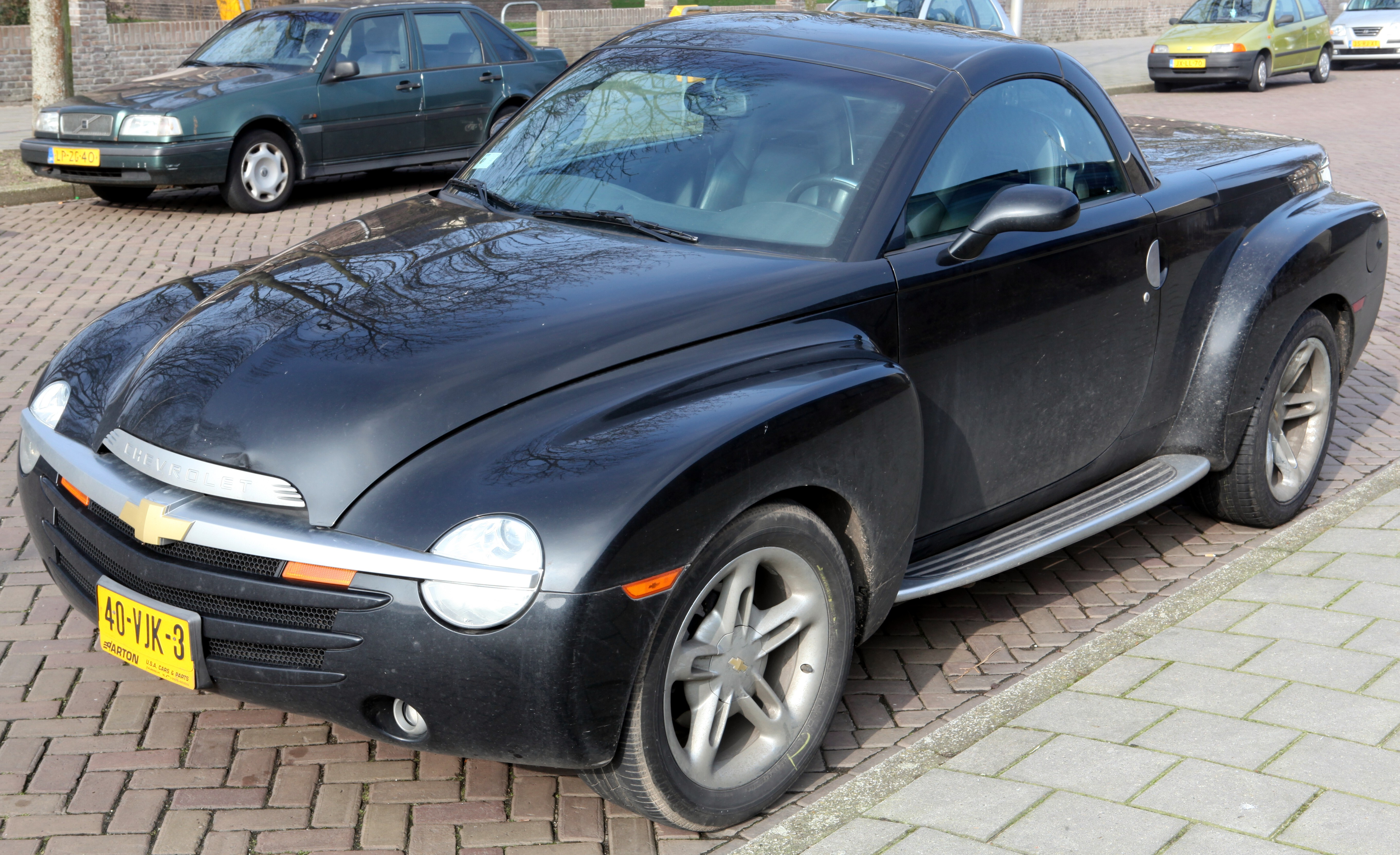

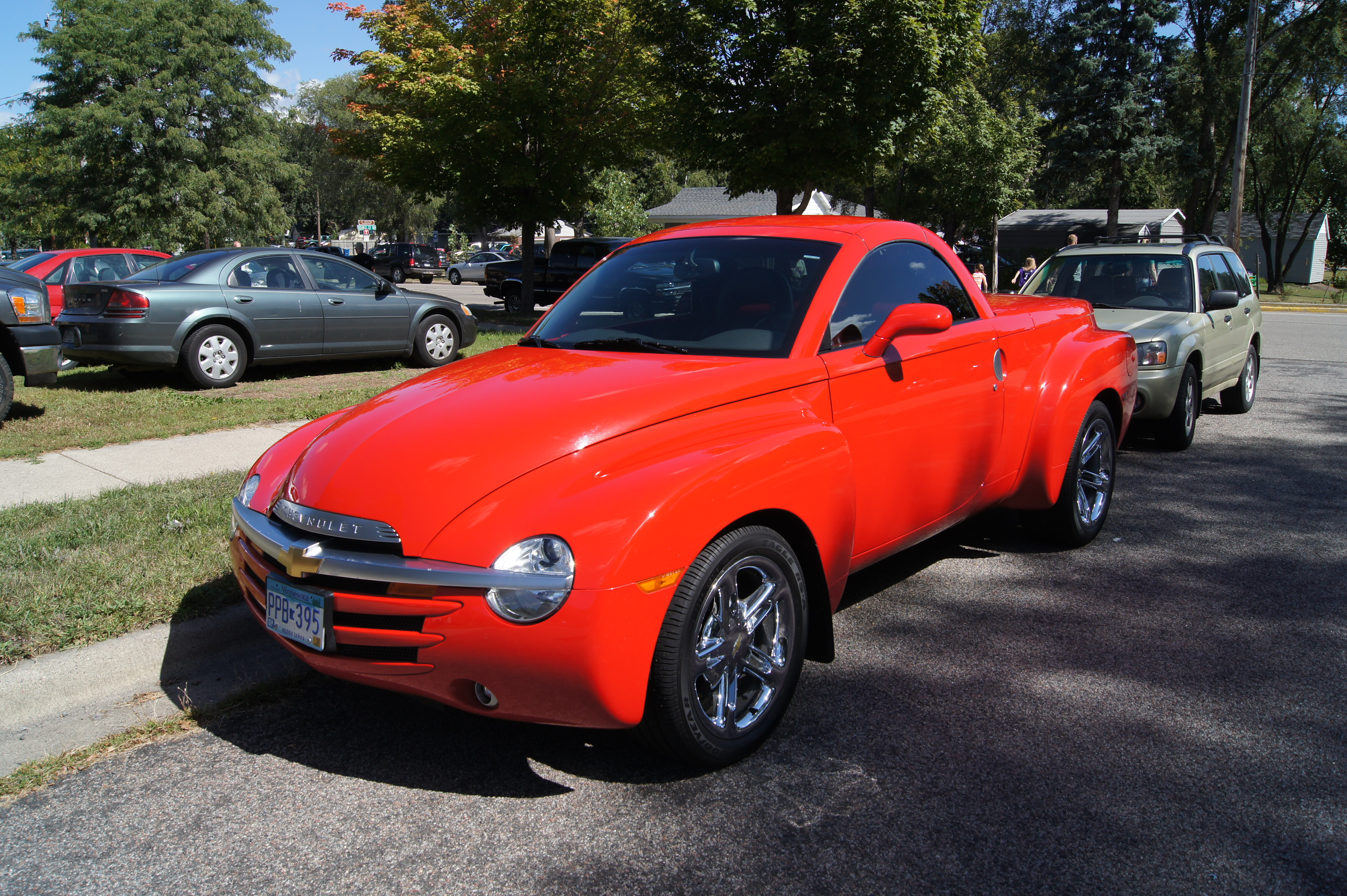

(Super Sport Roadster), es una camioneta de techo rígido retráctil fabricada por Chevrolet entre 2003 y 2006.
Esta basado en la plataforma de la larga distancia entre ejes Chevrolet TrailBlazer EXT, y ofreció el un estilo “retro” de techo duro retráctil de acero diseñada por ASC. El modelo de producción basado en el concept car Super Sport Roadster se muestra en el Auto Show de Detroit 2000. Una producción temprana de SSR fue el pace car para la carrera de 500 millas de Indianápolis 2003.
Los modelos 2003 y 2004 utilizaron el motor General Motors Vortec de 5300 de 5,3 L V8 de 300 HP. Su rendimiento fue de 7,7 s de 0 a 60 MPH (97 km/h), 15,9 segundos a 86.4 MPH en una carrera de cuarto de milla. La SSR 2005 utilizó el motor General Motors LS2 V8 de 390 HP (291 kW), que también se encuentra en el Chevrolet Corvette C6 y Pontiac GTO, y también ofrece una transmisión manual (el Tremec de seis velocidades) por primera vez, como una opción. Para el año modelo 2006, el motor General Motors LS2 presentó pequeñas modificaciones que han impulsado su producción a 395 HP (transmisión automática) y 400 HP (transmisión manual), respectivamente. Además, se añadieron insignias de GM al vehículo.

## Ventas
El modelo 2004 se vendió por debajo de las expectativas con menos de 9.000 ventas en EE.UU. a $42.000 dólares cada uno. Citando una oferta de 301 días de la SSR, General Motors en diciembre de ese año anunció cinco semanas de despidos en Centro de Artesanía Lansing, la fábrica que hizo el SSR. El 21 de noviembre de 2005, General Motors anunció que iba a cerrar el Centro de Artesanía, a mediados de 2006, que supuso el fin del SSR. El SSR final, un exclusivo color negro con toques de bronce sobre plata, con número de serie (VIN 1GCES14H06B124112), se construyó el 17 de marzo de 2006. Los analistas estiman que 24.150 SSR se produjeron en total. De la producción total, 24.112 estaban disponibles para la venta al público.
Un reto de mercado que Chevrolet SSR está encaminado a realizar.

## Mercadeo
El SSR fue presentado para su debut en el mercado en un anuncio de televisión de 60 segundos, que apareció por primera vez en la víspera de Año Nuevo de 2003, creado por la firma de Campbell-Ewald, dirigida por Michael Bay y con la canción Magic Carpet Ride por Steppenwolf. El anuncio se titula "Una revolución americana, Car Carrier" y contó con seis SSR, que aún no se introducían los coches y camiones a bordo de un vehículo de transporte, ya que atravesó los Estados Unidos. Se presentó al Chevrolet Aveo bajando los Twin Peaks de San Francisco y haciendo un salto en el aire que recuerda mucho al Ford Mustang de Steve McQueen en la película Bullitt, antes de abordar el transporte de coches, a la SSR color amarillo subió al vehículo en reversa, mientras que el porta-autos está viajando por una carretera del desierto.

## Automovilismo

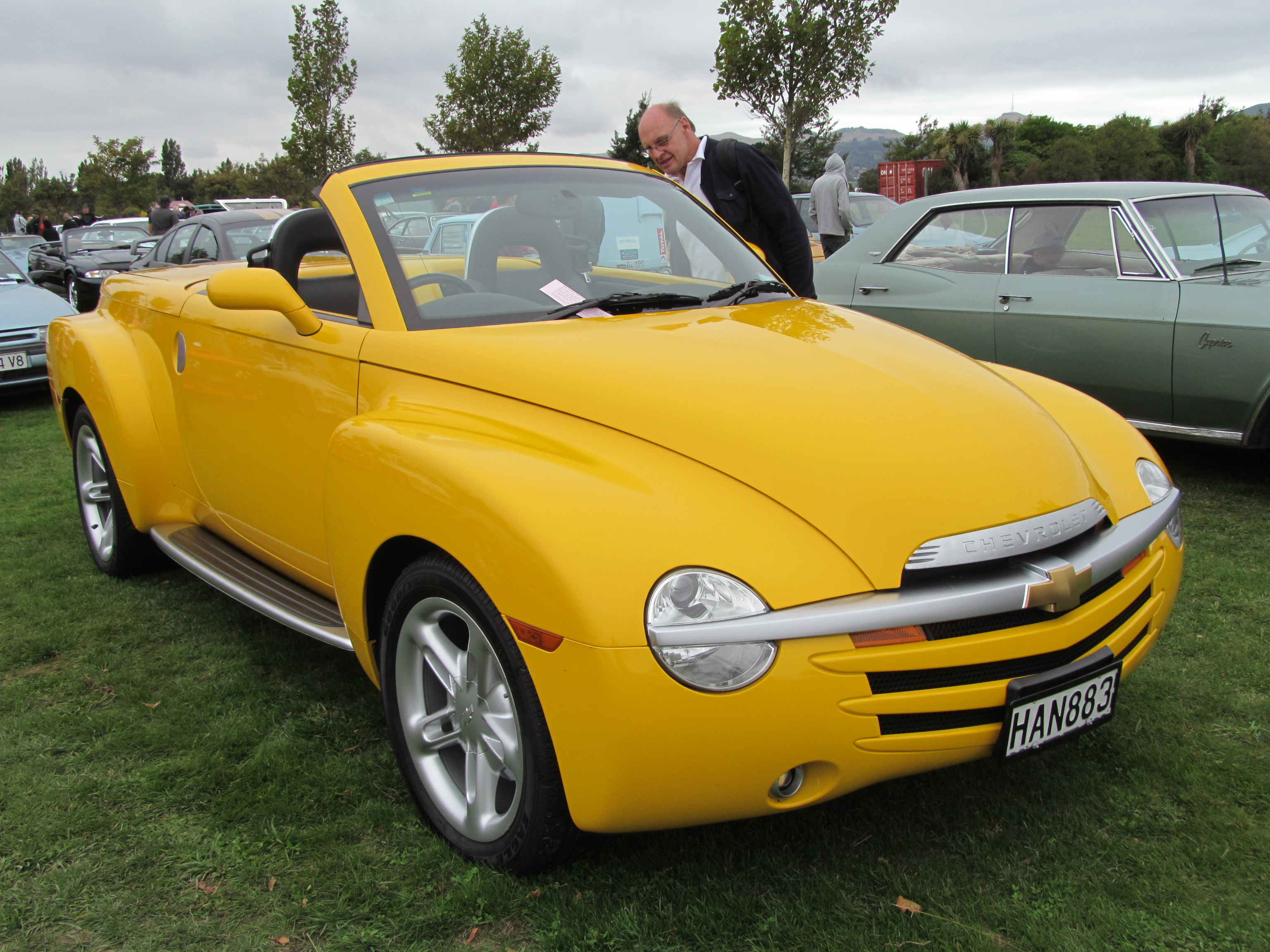
Uno de los favoritos desde hace mucho tiempo, por su estilo extravagante.

El SSR fue utilizado como el auto de seguridad para el Indianápolis 500 2003.
El SSR se introdujo en agosto de 2011 en las pruebas nacionales de velocidad de Bonneville, en las salinas de Utah. La entrada fue controvertida en su intención de correr en la clase mini-camioneta modificada. La modificación ilegal se había hecho al bastidor frontal de la camioneta y sólo pudo funcionar solamente durante un corto lapso de tiempo. No obstante, la camioneta resultó poco competitiva frente a un GMC Sonoma mucho más aerodinámico que tuvo el registro en la segmento C/MMP y se puso en 219.3 MPH (352.9 km/h), un total 26 mph más rápido que el SSR podía correr (310.6 km/h).